# La bona sort
La bona sort (en italià: Buona ventura) és un quadre del pintor italià Caravaggio, realitzat a l'oli sobre llenç. Existeixen dues versions, la primera de és de 1594 i es troba en els Museus Capitolins a Roma, i la segona de 1595 i es conserva actualment en el Museu del Louvre de París, amb el títol de la diseuse de bonne aventure. La datació d'ambdues obres és objecte de debat.
La bona sort és una de les dues peces de gènere realitzades per Caravaggio l'any 1594, sent l'altra Partida de cartes. Es creu que La bona sort és la primera de les dues, i que data del període durant el qual l'artista havia deixat recentment el taller de Giuseppe Cesari per treballar independentment venent els seus quadres a través del marxant Costantino. Amb ella introdueix Caravaggio la temàtica de gènere que fins llavors només es conreava pels flamencs: escenes de la vida quotidiana que pretenen aleccionar a l'observador.

## Descripció
El quadre mostra a un jove vestit com un petimetre (en la segona versió es creu que el model era el company de Caravaggio, el pintor sicilià Mario Minniti), al que una noia gitana llegeix el palmell de la mà. El noi sembla encantat en mirar-li a la cara però no s'adona que ella està llevant-li a poc a poc l'anell al mateix temps que acaricia el seu monticle de Venus. A aquesta ufana mirada masculina ella respon amb la seva pròpia mirada astuta i silenciosa. L'atenció de l'espectador se centra precisament en aquestes mirades que permeten endevinar el que cadascun dels personatges pensen, en lloc del que ocorre a les dues mans dels personatges.
Aquesta escena requereix una lectura a diversos nivells: conté connotacions moralitzadores, en referència a les falses profecies i la seducció interessada. És una escena de gènere alegórica sobre el frau i la ingenuïtat, propera a la literatura i el teatre contemporanis.

El biògraf de Caravaggio, Giovan Petro Bellori, sosté que l'artista va escollir a la noia gitana entre els vianants del carrer per demostrar que no necessitava copiar les obres dels mestres de l'antiguitat: «Quan se li mostraven les més famoses estàtues de Fidias o Glykon perquè pogués usar-les com a model, la seva única resposta era assenyalar a un grup de persones dient que la naturalesa li havia donat abundància de mestres.» Aquest passatge s'usa sovint per demostrar que els artistes manieristes educats en els clàssics, de l'època de Caravaggio, desaprovaven la seva insistència en pintar del natural en lloc de còpies i dibuixos fets pels antics mestres, però Bellori finalitza dient: «...i en aquestes dues mitges figures [Caravaggio] va traduir la realitat de manera tan pura que confirmava el que ell deia.» Un madrigal de Gaspare Murtola de 1603 es feia ressò d'aquesta llegenda:
| « | Va cridar a una gitana que casualment passava pel carrer i, portant-la a la fonda, la va retratar en actitud de dir la bona ventura, com solen fer aquestes dones de raça egípcia. Va pintar també a un jove que posa una mà amb el guant sobre l'espasa i tendeix l'altra mà, descoberta, a la dona que la reté i la mira. | » |

La història és possiblement apócrifa - Bellori la va escriure més de mig segle després de la mort de Caravaggio, i no apareix en Manzini ni en Giovanni Baglione, les dues fonts contemporànies que ho van conèixer – però indica l'essència del revolucionari impacte de Caravaggio sobre els seus contemporanis – començant amb La bona sort – que anava a reemplaçar la teoria renaixentista de l'art com una ficció didàctica amb art com a representació de la vida real.

## Les dues versions

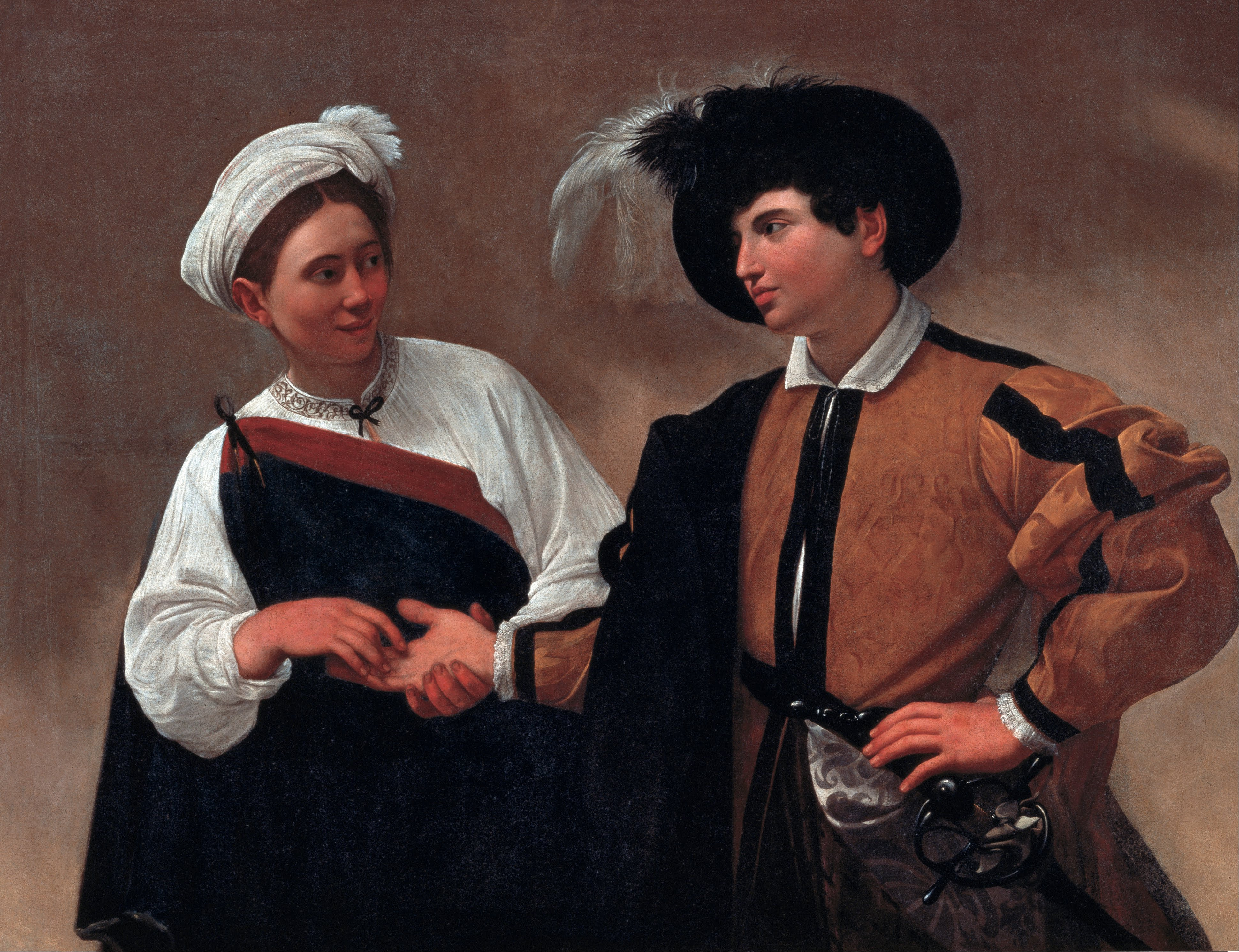
La bona sort, primera versió, 1593-95, oli sobre llenç, 115 × 150 cm, Roma, Pinacoteca Capitolina

La bona sort de 1594 va despertar considerable interès entre els artistes joves i els més moderns col·leccionistes d'art de Roma, però, segons Manzini, la pobresa de Caravaggio li va obligar a vendre-la per la petita suma de vuit escuts. Va entrar en la col·lecció d'un banquer adinerat, l'afeccionat a l'art Marquès Vincente Giustiniani, que es va convertir en un important mecenes de l'artista. L'amic de Giustiniani, cardenal Francesco Maria del Monte, va comprar l'altra peça de gènere, Partida de cartes, en 1595, i en algun moment d'aquest any Caravaggio va entrar a formar part de la casa del cardenal. Per a Del Monte va pintar Caravaggio una segona versió de La bona sort, copiada de la de Giustiniani però amb alguns canvis. El fons indiferenciat de 1594 es fa una paret veritable, trencada per les ombres d'una cortina semitirada i la faixa d'una finestra, i les figures ocupen l'espai de manera més completa, definint-ho en tres dimensions. La llum és més radiant, la textura de la tela de doblet del noi i les mànigues de la noia més subtilment representada. El innocent sembla més infantil i més innocentment vulnerable, mentre que la noia té un aspecte menys cautelós, inclinant-se sobre ell, més controlant la situació. L'espasa d'home en l'infantil maluc de Mario sobresurt ara cap a l'espectador, definint l'escena en un espai real, i sembla més un perill per a ell mateix que per a un possible oponent.
La versió del Louvre (1595) està ben conservada i va ser restaurada en 1984-85, mentre que la dels Museus Capitolins està en pitjors condicions.

## Anàlisi
L'enquadrament atapeït, amb personatges tallats a mig cos, permet a l'espectador entrar en el quadre. Aquest en efecte no queda distanciat per un primer pla, com en alguns pintors contemporanis. El fons unit i neutre, característica de Caravaggio, fa ressaltar als personatges, concentrant l'atenció de l'espectador sobre l'escena.
La llum exerceix un paper important en la posada en escena: un únic raig lateral cau sobre els personatges i els confereix valor. Aquesta llum direccional és típica de Caravaggio. No obstant això, aquesta llum càlida, daurada, imitant el sol i no d'origen indeterminat, es relaciona amb el seu primer període. Fort i abstracta malgrat tot, crea jocs de reflexos sobre les superfícies brillants.
Caravaggio utilitza aquí una gamma cromàtica càlida, limitada i contrastada. S'observa una gran ruptura amb el manierisme, per la representació immediata, l'autenticitat de les figures pintades al natural (vestit típic de la gitana), els volums rodons i simples (no hi ha línies «serpentines» ni de cossos allargats) i l'absència de colors àcids i antinaturalistes.
La buenaventura és, doncs, una obra característica del primer estil de Caravaggio, que introdueix diverses novetats enfront de la pintura anterior: la llum direccional, la utilització d'un tema popular, amb personatges de la vida corrent, ni deformats ni idealitzats sinó pintats segons naturalesa, la utilització de colors naturals i realistes, i la simplicitat de la composició i les formes.